# Josef Moser (Architekt)
Josef Moser (* 5. November 1872 in Säckingen; † 24. Juni 1963 in St. Gallen/Schweiz) war ein deutscher Architekt.

## Leben
Josef Moser war ein Sohn des Glasers Gustav Moser in Säckingen. Er lernte den Maurerberuf, besuchte dann die Baugewerkschule in Karlsruhe und arbeitete danach als Bauführer und Architekt in Baden-Baden. Anschließend ging er nach Berlin und trat in das Architekturbüro von Wilhelm Martens er, wo er Kollege von Richard Bielenberg war. Gemeinsam mit Bielenberg nahm er an mehreren Architekturwettbewerben teil. Nachdem sie 1905 den Wettbewerb der Aschinger AG für einen Neubau des Hotels Der Fürstenhof gewonnen hatten, gründeten sie das eigene Architekturbüro Bielenberg & Moser mit Sitz in Berlin. Während des Ersten Weltkriegs diente Moser als Unteroffizier und heiratete 1915 in Berlin die Geschäftsinhaberin Klara Koperski. Ab 1922 war er zusammen mit Bielenberg Inhaber eines Büros für Architektur und Bauausführung in Köln, Sedanstraße 15 und 1927 zusammen mit Bielenberg auch Inhaber eines Büros für Architektur und Bauleitung in Köln, Unter Sachsenhausen 5–7.
Das Büro Moser & Bielenberg befand sich von 1920 bis zum Zweiten Weltkrieg in der Fasanenstraße 25. Nach Bielenbergs Tod 1929 führte Josef Moser die Berliner Sozietät bis 1960 als Alleininhaber fort. Dabei trat er offensichtlich nicht mehr nennenswert in Erscheinung, ab dem Jahr 1929 sind keine eigenständigen Bauwerke seinerseits bekannt.
Moser wohnte 1910 in der Güntzelstraße 22 und danach in der Landauer Straße 13. Bis 1960 lebte er noch in Berlin und zog sich danach in die Schweiz nach St. Gallen zurück, wo er auch starb.

## Bauten und Entwürfe (gemeinsam mit Bielenberg)
- 1906–1907: Hotel Der Fürstenhof in Berlin, Potsdamer Platz (im Zweiten Weltkrieg zerstört)
- 1906–1907: Herrenhaus Nackel der Familie von der Hagen; ist erhalten und saniert[5]
- um 1908: Kaufhaus für das Teppichhaus Fischer & Wolff in Berlin-Mitte, Kaiser-Wilhelm-Straße 7 / Spandauer Straße (im Zweiten Weltkrieg zerstört)[6]
- 1908–1910: Geschäftshaus der Getreidebörse in Duisburg, Düsseldorfer Straße 7[7] (im Zweiten Weltkrieg zerstört)
- 1909–1910: Bankgebäude für die Commerz-Bank in Lübeck AG[8] in Lübeck, Kohlmarkt 7–13 (heute genannt Bankhaus am Kohlmarkt, nur Fassade erhalten)
- 1909–1912: Beidseitige Erweiterung des Bankgebäudes der Disconto-Gesellschaft in Berlin-Mitte, Behrenstraße 42–45
- 1910–1912: Bankgebäude für die Disconto-Gesellschaft AG in Bremen, Am Markt / Langenstraße 2–8 / Stintbrücke 1 / Bredenstraße 13 (nach Kriegsschäden vereinfacht, unter Denkmalschutz, heute genannt Kontorhaus am Markt, 1999–2002 durch Manfred Schomers und Rainer Schürmann umgebaut)
- 1910–1912: Bankgebäude für die Oldenburgische Spar- und Leihbank in Oldenburg, Markt 12[9]
- 1912: Erweiterungsbau für das Bankhaus Delbrück, Schickler & Co. in Berlin-Mitte, Mauerstraße 63–65 (im Zweiten Weltkrieg zerstört)[10]
- um 1912: Bankgebäude der Ostbank für Handel und Gewerbe in Posen[11]
- 1912–1914: Bankgebäude für die Preußische Central-Bodenkredit-AG in Berlin-Mitte, Dorotheenstadt, Unter den Linden 26 und Mittelstraße 53/54 (heute Teil der Kaiserhöfe, unter Denkmalschutz)[12]
- 1914: Erweiterung des Wohnhauses Höhmannstraße 2 in Berlin-Grunewald (unter Denkmalschutz)[13]
- 1914: Bankgebäude für die Rheinisch-Westfälische Boden-Credit-Bank AG in Köln, Unter Sachsenhausen 2[14]
- 1916–1917: Büro- und Geschäftshaus der Robert Bosch AG in Berlin-Charlottenburg, Bismarckstraße 71 / Fritschestraße 32 (unter Denkmalschutz)[15]
- 1916–1922: Verwaltungsgebäude für die Deutsche Erdöl-AG (DEA) (heute Senatsverwaltung für Wirtschaft, als ehemaliges Olex-Haus bezeichnet) in Berlin-Schöneberg, Martin-Luther-Straße 105 / Dominicusstraße 2–10 / Fritz-Elsas-Straße 3 (unter Denkmalschutz)[16]
- 1923–1924: Gefallenen-Ehrenmal in Eckernförde, auf dem Friedhof am Mühlenberg (Skulptur von Bildhauer Hermann Feuerhahn)[17]
- 1925–1926: Landhaus Berglinde in Berlin-Kladow, Sakrower Kirchweg 97 (unter Denkmalschutz)[18]
- 1925–1928: Büro- und Geschäftshaus mit Hotel Admiralspalast in Hindenburg, Oberschlesien (Zabrze, Polen), Kronprinzenstraße 305[19]
- 1926–1927: Büro- und Geschäftshaus mit Kino für die Großbauten AG (zunächst genannt Europahaus, heute Deutschlandhaus) in Berlin-Kreuzberg, Stresemannstraße 90–102 / Anhalter Straße (verändert, unter Denkmalschutz)[20]
- 1928–1929: Wohnhaus Taubertstraße 18 in Berlin-Grunewald (unter Denkmalschutz)[21]
- 1928–1930: Umbau und Erweiterung des Herrenhauses auf Gut Neudeck in Ostpreußen für den Reichspräsidenten Paul von Hindenburg (1945 zerstört)
- 1928–1931: Büro- und Geschäftshaus Haus Nürnberg mit Femina-Palast in Berlin-Schöneberg, Nürnberger Straße 50–56 (verändert, unter Denkmalschutz)[22]

- Hotel Der Fürstenhof in Berlin (1907/1908)
- Herrenhaus Nackel Brandenburg 2007
- Bankgebäude in Köln, Unter Sachsenhausen 2 (2011)
- Bosch-Haus in Berlin (2010)
- Verwaltungsgebäude der DEA in Berlin-Schöneberg,
gen. Olex-Haus (2012)
- Admiralspalast in Zabrze (2008)
- Heutiges Deutschlandhaus in Berlin (1927)
- Haus Nürnberg in Berlin (2014)
- Bankhaus am Kohlmarkt in Lübeck (2012)